# Diocesi di Rafanea
La diocesi di Rafanea (in latino Dioecesis Raphaneotana) è una sede soppressa del patriarcato di Antiochia e sede titolare della Chiesa cattolica.

## Storia
Rafanea, l'odierna città di Rafniyé, fu una sede vescovile della provincia romana della Siria Seconda Salutare nella diocesi civile di Oriente. Faceva parte del patriarcato di Antiochia ed era suffraganea dell'arcidiocesi di Apamea, come è testimoniato da una Notitia episcopatuum del VI secolo.
Diversi sono i vescovi noti di questa antica diocesi. Bassiano fu uno dei padri del primo concilio di Nicea del 325. Geronzio aderì all'arianesimo e come tale prese parte al concilio di Sardica del 344 circa, per poi separarsene assieme agli altri vescovi ariani e partecipare al sinodo alternativo di Filippopoli. Basilio assistette al primo concilio di Costantinopoli nel 381. Lampadio si fece rappresentare al concilio di Calcedonia nel 451 da un diacono della sua Chiesa. Nel 518 il vescovo Zoilo sottoscrisse una lettera sinodale contro Severo di Antiochia e il partito monofisita. Nonno infine sottoscrisse la professione di fede dei vescovi della provincia all'imperatore Giustiniano I.
In epoca crociata, nel tentativo di ricostituire la provincia ecclesiastica di rito latino di Apamea, fu istituita la diocesi di Rafanea nella contea di Tripoli, di cui però si conoscono due soli vescovi residenziali: Aimery, prima del 1115, e Géraud vescovo tra il 1127 ed il 1137.
Con una bolla del 1263, papa Urbano IV unì la sede, oramai abbandonata ed in mano ai Musulmani, con quella di Tortosa, sottraendo così Rafanea alla metropolia di Apamea per sottometterla direttamente al patriarcato di Antiochia dei Latini. Alla sede di Rafanea fu molto probabilmente unita quella di Mariamme, che per un certo periodo fece parte della contea di Tripoli.
Dal XIV secolo Rafanea è annoverata tra le sedi vescovili titolari della Chiesa cattolica; la sede è vacante dall'8 gennaio 2019.

## Cronotassi

### Vescovi greci
- Bassiano † (menzionato nel 325)
  - Geronzio † (menzionato nel 344 circa) (vescovo ariano)
- Basilio † (menzionato nel 381)
- Lampadio † (menzionato nel 451)
- Zoilo † (menzionato nel 518)
- Nonno † (menzionato nel 536)

### Vescovi latini
- Aimery † (prima del 1115)
- Géraud I † (1127 - 1137)
- Géraud II † (menzionato nel 1163)

### Vescovi titolari
- Tommaso, O.F.M. † (? - 1349 deceduto)
- Francesco † (? - ? deceduto)
- Leonardo Roberti di Ancona, O.F.M. † (15 dicembre 1402 - ?)
- Antonio † (? - ? deceduto)
- Roberto Mabire, O.F.M. † (29 maggio 1414 - ?)
- Jean Rouchault, O.E.S.A. † (7 gennaio 1521 - ? deceduto)
- Maturinus Legay † (30 ottobre 1538 - ? deceduto)
- Guy Grégoire, O.Cist. † (11 maggio 1542 - ? deceduto)
  - Gilles Gaude (de Gardz, Gundz), O.P. † (2 aprile 1544 - ?)
- Pierre Raynerius, O.F.M. † (26 giugno 1560 - ? deceduto)
- Bartholomaeus de Mesones, O.F.M. † (1º luglio 1697 - prima del 17 agosto 1700 deceduto)
- James Michael Myles O'Gorman, O.C.S.O. † (28 gennaio 1859 - 4 luglio 1874 deceduto)
- François-Marie Duboin, C.S.Sp. † (20 giugno 1876 - 26 agosto 1893 deceduto)
- Pierre-Marie-François Lalouyer, M.E.P. † (24 luglio 1897 - 17 febbraio 1923 deceduto)
- Paul-Auguste-Marie Pichot, C.S.Sp. † (26 marzo 1923 - 20 settembre 1954 deceduto)
- André Lefèbvre, S.I. † (25 febbraio 1955 - 10 novembre 1959 nominato vescovo di Kikwit)
- François Xavier Ndong Ndoutoum † (15 novembre 1960 - 29 maggio 1969 nominato vescovo di Oyem)
- Armando Bortolaso, S.D.B. † (9 luglio 1992 - 8 gennaio 2019 deceduto)